# Syroloma
Syroloma es un género de arañas araneomorfas de la familia Lycosidae. Se encuentra en Hawái.

## Lista de especies
Según The World Spider Catalog 12.0:
- Syroloma major Simon, 1900
- Syroloma minor Simon, 1900